# 카모라

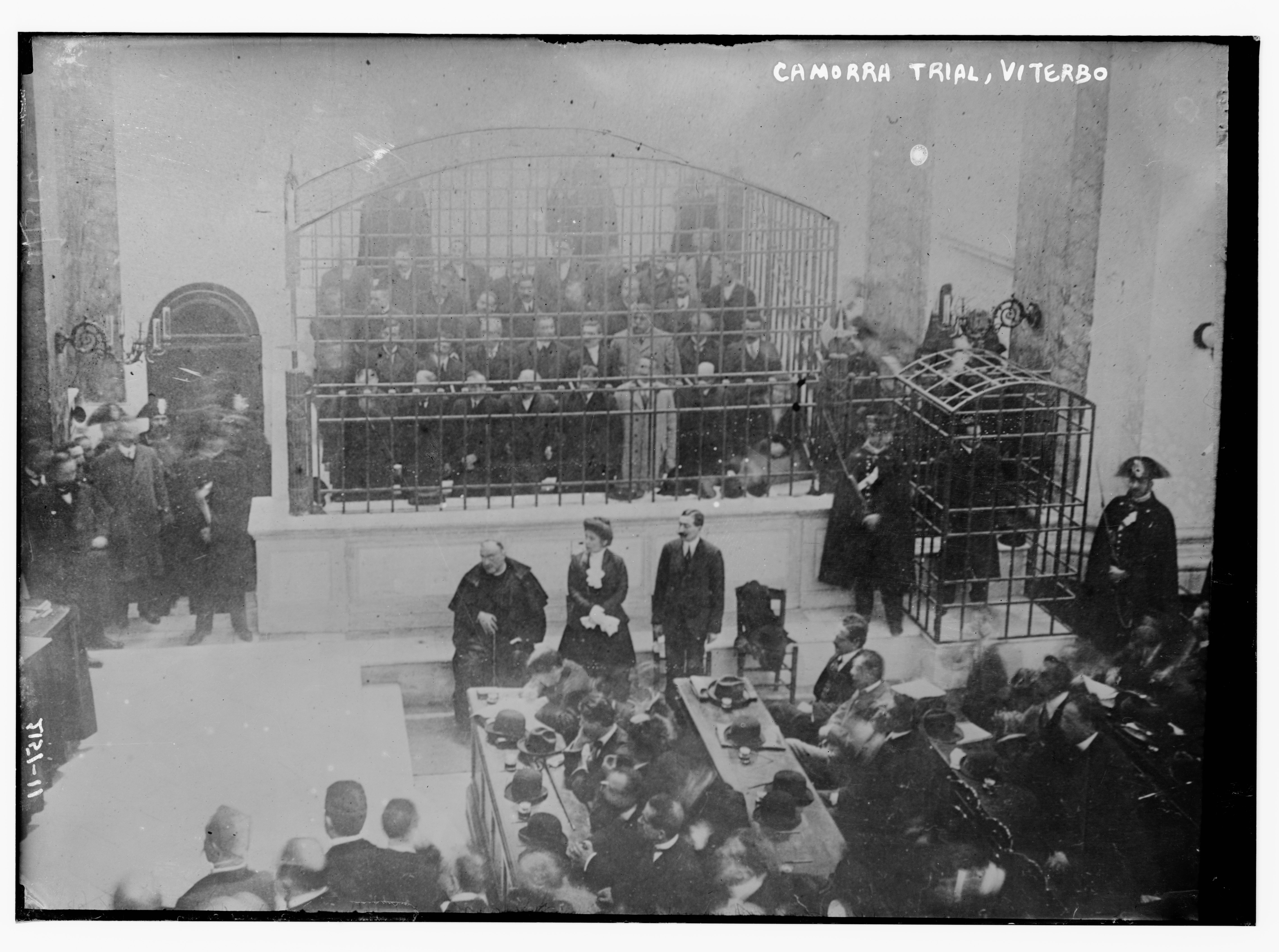

카모라(Camorra)는 이탈리아 4대 범죄 조직 중 하나이다. 나폴리와 그 주변을 거점으로 활동한다.

## 역사
카모라는 이탈리아 마피아 중에 가장 역사가 오래되었다. 16세기에 조직되었다.
이탈리아 최대 마피아 조직인 카모라는 다른 마피아 조직과 달리 수직적인 구조가 아니라 수평적이고 독립적인 활동을 하는 것이 특징이다. 이 때문에 이탈리아 당국이 시칠리아 마피아를 상대할 때 보다도 수사에 더 어려움을 겪고 있다.

## 관련보도
2008년 기준, 이탈리아 4대 마피아인 칼라브리아의 은드란게타, 시칠리아의 코사 노스트라, 나폴리의 카모라, 풀리아의 사크라 코로나 우니타는 총매출에서 경비를 제외한 순수익으로 700억유로(110조원)를 벌어들였다. 매출 규모로만 보면 이들 마피아가 이탈리아의 '1위 기업'이라고 지적했다.
시칠리아 마피아의 5배인 카모라 조직은 살인과 마약, 명품 패션, 건설, 유독성 폐기물 처리 등 온갖 분야에 검은 손을 뻗치고 있다.
2011년 5월 25일, 이탈리아 경찰은 나폴리에서 카모라 보스 주세페 델 아퀼라(en:Giuseppe Dell'Aquila)를 검거했다. 100개 암살사건에 연루돼 있어 '잔인한 살인마'라 불리며, 9년째 지명수배 상태에 있었다.
카모라는 이탈리아 4대 마피아 중 하나이며 130여 개의 소 패밀리와 6300명 이상의 조직원을 보유하고 있으며, 하나의 패밀리에는 평균 50~300명의 조직원으로 구성된다.
2014년 기준, 일본 최대 야쿠자 조직인 야마구치구미(山口組)는 연매출 800억달러(약 82조7360억원)를 기록해 세계 5대 범죄조직 중 최대이다. 본부는 고베시에 있으며, 구성원은 2만명이다. 세계 2위 조폭은 러시아 마피아인 솔른쳅스카야 브라트바로서, 연매출 85억달러 규모이다. 구성원 9000명이며, 주로 마약 밀매를 한다. 세계 3위 조폭인 이탈리아 마피아 카모라의 연매출은 49억달러다. 성매매, 무기ㆍ마약 밀매, 위조, 도박, 고리대금업, 금품갈취 등으로 매출을 올리고 있다.
2016년 9월, 이코노미스트는 대부분의 카모라 조직원이 중년이 되기 전에 목숨을 잃거나, 크게 다치거나, 감옥에 간다고 보도했다. 보스들은 경쟁하는 다른 조직이나 경찰을 피해서 일 년 내내 다락방이나 지하실에 숨어서 살아야 한다.
카모라 등 이탈리아 마파아들의 활동은 과거에는 살인, 협박, 갈취, 마약 거래 등 전통적인 범죄에 국한됐다면, 현재에는 이들의 영향력이 전통적인 분야는 물론 식품, 건설, 패션, 관광에 이르는 경제 전반과 지방 정부, 정계까지 미치고 있는 것으로 여겨진다.